# Chodków Stary
Chodków Stary is een plaats in het Poolse district  Sandomierski, woiwodschap Święty Krzyż. De plaats maakt deel uit van de gemeente Łoniów en telt 180 inwoners.